# داعي الشيرازي
داعي الشيرازي هو من علماء ومتصوفة إيران في القرن التاسع الهجري.

## ترجمته
هو السيد نظام الدين محمود بن حسن الحسيني الشيرازي، الملقب بالداعي إلى الله، المشتهر في شعره بداعي. كان من مريدي الشاه نعمة الله ولي. توفي في شيراز بين سنتي 865 هـ و870 هـ، وقيل توفي سنة 869 هـ، ودفن بها.

## آثاره
له أشعار وكتب بالفارسية والعربية منها: «سلوة القلوب» ، و «ترجمة الأخبار العلوية» ، و «اسوة الكسوة» ، و «مرآة الوجود» ، و «تحرير الوجود المطلق» ، و «خير الزاد» ، و ديوان شعر، و «لطائف راه روشن» ، و «بيان وعيان در حقائق عرفانية» ، وله عدد من المثنويات منها: «چهار چمن» ، و «چشمه زندگانى» ، و «مشاهد» ، «عشق نامه» ، و «گنجروان» ، و «چهل صباح» وغيرها.